# 888-й отдельный сапёрный батальон
888-й отдельный сапёрный батальон  — воинская часть в  вооружённых силах СССР во время Великой Отечественной войны.

## История формирования батальона
Переименован из 771-го отдельного инженерного батальона 5 октября 1943 года
В составе действующей армии с 05.10.1943 по 09.05.1945.
Повторил боевой путь 6-го стрелкового корпуса

## Подчинение
| Дата       | Фронт (округ)       | Армия      | Корпус                | Дивизия | Бригада | Примечания |
| ---------- | ------------------- | ---------- | --------------------- | ------- | ------- | ---------- |
| 01.11.1943 | Волховский фронт    | 59-я армия | 6-й стрелковый корпус | -       | -       | -          |
| 01.12.1943 | Волховский фронт    | 59-я армия | 6-й стрелковый корпус | -       | -       | -          |
| 01.01.1944 | Волховский фронт    | 59-я армия | 6-й стрелковый корпус | -       | -       | -          |
| 01.02.1944 | Волховский фронт    | 59-я армия | 6-й стрелковый корпус | -       | -       | -          |
| 01.03.1944 | Ленинградский фронт | 8-я армия  | 6-й стрелковый корпус | -       | -       | -          |
| 01.04.1944 | Ленинградский фронт | 59-я армия | 6-й стрелковый корпус | -       | -       | -          |
| 01.05.1944 | Ленинградский фронт | 59-я армия | 6-й стрелковый корпус | -       | -       | -          |
| 01.06.1944 | Ленинградский фронт | 59-я армия | 6-й стрелковый корпус | -       | -       | -          |
| 01.07.1944 | Ленинградский фронт | 23-я армия | 6-й стрелковый корпус | -       | -       | -          |
| 01.08.1944 | Ленинградский фронт | 23-я армия | 6-й стрелковый корпус | -       | -       | -          |
| 01.09.1944 | Ленинградский фронт | 23-я армия | 6-й стрелковый корпус | -       | -       | -          |
| 01.10.1944 | Ленинградский фронт | 23-я армия | 6-й стрелковый корпус | -       | -       | -          |
| 01.11.1944 | Ленинградский фронт | 23-я армия | 6-й стрелковый корпус | -       | -       | -          |
| 01.12.1944 | Ленинградский фронт | 23-я армия | 6-й стрелковый корпус | -       | -       | -          |
| 01.01.1945 | Ленинградский фронт | -          | 6-й стрелковый корпус | -       | -       | -          |
| 01.02.1945 | Ленинградский фронт | 23-я армия | 6-й стрелковый корпус | -       | -       | -          |
| 01.03.1945 | Ленинградский фронт | 23-я армия | 6-й стрелковый корпус | -       | -       | -          |
| 01.04.1945 | Ленинградский фронт | 23-я армия | 6-й стрелковый корпус | -       | -       | -          |
| 01.05.1945 | Ленинградский фронт | 23-я армия | 6-й стрелковый корпус | -       | -       | -          |